# Barbara Cleverly
Barbara Cleverly (Yorkshire, 24 maggio 1940) è una scrittrice britannica di gialli storici.

## Biografia
Nata nel 1940 nello Yorkshire, vive e lavora a Cambridge.
Laureata all'Università di Durham, ha lavorato come insegnante nel Cambridgeshire e nel Suffolk prima di diventare scrittrice a tempo pieno.
Ha esordito nel 2001 con L'ultima rosa del Kashmir, prima indagine del detective Joe Sandilands ambientata nell'India Coloniale post prima guerra mondiale (serie arrivata, al 2019, al tredicesimo capitolo) e in seguito ha pubblicato altri 5 romanzi e due raccolte di racconti.
Nel 2004 ha ottenuto, con il romanzo The Damascened Blade dell'anno prima, l'Ellis Peters Historical Award.

## Opere principali

### Serie Joe Sandilands
- L'ultima rosa del Kashmir (The Last Kashmiri Rose, 2001), Milano, Polillo, 2009 traduzione di Anna Maria Francavilla ISBN 978-88-8154-336-6.
- Ragtime In Simla (2002)
- The Damascened Blade (2003)
- The Palace Tiger (2004)
- The Bee's Kiss (2005)
- Tug of War (2006)
- Folly Du Jour (2007)
- Strange Images of Death (2010)
- The Blood Royal (2011)
- Not My Blood (2012)
- A Spider in the Cup (2013)
- Enter Pale Death (2014)
- Diana's Altar (2016)

### Serie Laetitia Talbot
- The Tomb of Zeus (2007)
- Bright Hair About the Bone (2008)
- A Darker God (2010)

### Serie Redfyre
- Fall of Angels (2018)

### Altri romanzi
- An Old Magic (2003)

### Racconti
- Ellie Hardwick Mysteries (2012)
- The Cambridge Mysteries (2013)

## Premi e riconoscimenti
- Ellis Peters Historical Award: 2004 per The Damascened Blade